# Kenny Prince Redondo
Kenny Prince Redondo (Monaco di Baviera, 29 agosto 1994) è un calciatore tedesco, centrocampista del Kaiserslautern.

## Caratteristiche tecniche
È un esterno sinistro.

## Carriera
Ha giocato nella seconda divisione tedesca.